# Ianski
Ianski (en rus: Янский) és un poble (possiólok) de l'óblast de Magadan, a Rússia, que el 2018 tenia 32 habitants.